# Apeadero Arroyo Urquiza
Apeadero Arroyo Urquiza es la estación de ferrocarril del paraje de Arroyo Urquiza, Provincia de Entre Ríos, República Argentina. 

## Servicios
Se encuentra precedida por la Estación Concepción del Uruguay y le sigue Estación San José